# Over the Ocean Waves
Over the Ocean Waves è un cortometraggio muto del 1920. Il nome del regista non viene riportato nei credit del film.

## Produzione
Il film fu prodotto dalla Century Comedies (Century Film) e United States Moving Picture Corporation (come Rainbow Comedies)

## Distribuzione
Distribuito dall'Universal Film Manufacturing Company, il film - un cortometraggio in due bobine - uscì nelle sale cinematografiche USA il 2 febbraio 1920.